# نتوءات وممرات وجيوب

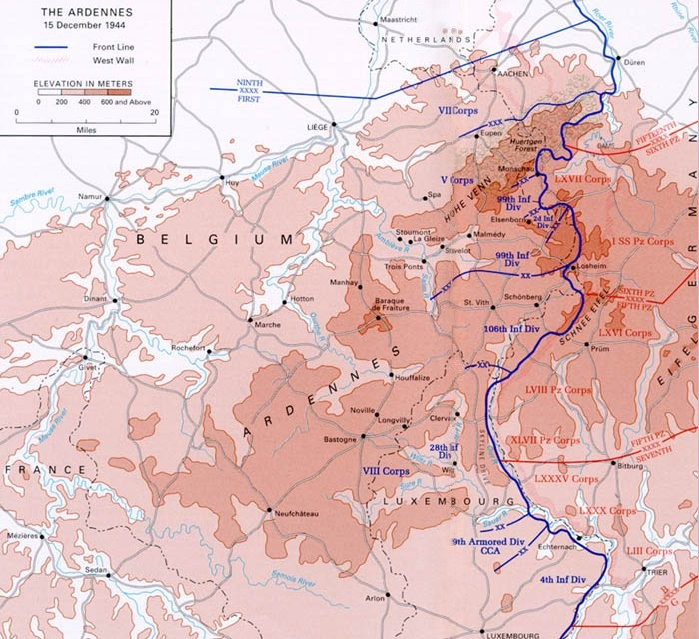
معركة الثغرة: الأردين في 15 ديسمبر 1944 مع بداية الهجوم، أنظر الخريطة السفلى لملاحظة تطور تكوين النتوء.

خريطة تظهر تكوين النتوء أثناء معركة الثغرة، 16 - 26 ديسمبر 1944.
خط المواجهة في 16 ديسمبر
خط المواجهة في 20 ديسمبر
خط المواجهة في 25 ديسمبر

النتوء (بالإنكليزية: Salient) هي أحد ظواهر التكتيكية على أرض المعركة الناجمة عن تحرك القوات والتقدم في مواجهة خطوط العدو دافعة إياها للتقهقر للوراء في الوقت نفسه تصبح محاطة فيه بالقوات المعادية من ثلاث جهات مما يُعرّض القوات المهاجمة والتي قامت بإنشاء هذا النتوء للخطر، على صعيد أخر يُطلق على القوات المعادية المواجهة مباشرة لهذا النتوء، وهي القوات التي سبق لها التقهقر للوراء ومن ثمّ تشير زاوية التقاء صفوف القوات المعادية إلى الداخل، باسم الممر (بالإنكليزية: Re-entrant)، كما إن التنوءات العميقة تتيح فرصة اقتلاعها من الخلف من قِبل القوات المعادية ومن ثمّ تُحاصر القوات المهاجمة التي أنشأت النتوء من جميع الجهات فيما يُعرف باسم الجيب (بالإنكليزية: Pocket) فتصبح منعزلة عن باقي القوات ويسهل تدميرها بصورة شبه تامة من قِبل القوات المعادية.
طبوغرافياً فإن كلا المصطلحين؛ نتوء (ويُعرف أيضا باسم مسار، بالإنكليزية: Spur) وممر (ويُعرف أيضا باسم أخدود، بالإنكليزية: Gully) من المصطلحات الذائعة في رياضة السباقات الموجهة، أحد الرياضات النوتية، بحيث يكون الممر عبارة عن واد أو رسم على خريطة ليعبّر عن بداية مسار معيّن أو تيار مائي أو سلسلة جبلية.

## نتوء
يمكن تكويم النتوء بعدة طرق؛ أشهرها عندما تقوم القوات المهاجمة بحركة كماشة على أجنحة القوات المدافعة عند النقاط الحصينة مما يضع القوات المهاجمة عند مقدمة النتوء، أو القيام بهجوم موسّع من الوسط على خط المواجهة ويتحرك هذا الهجوم فيما بعد ناحية الأجنحة، كما يمكن للقوات المهاجمة عمل نشكيل نتوء ذاتي في صفوفها بالقيام بهجوم وحيد ناجح من المنتصف على خط المواجهة بحيث تستمر القوات المنتصرة في التوغل داخل الخطوط الدفاعية للعدو مكوّنة بذلك مقدمة النتوء مع مراعاة تقدم باقي القوات على جانبي القوات المتوغلة لمنع حدوث ثغرات تُعرّض القوات المتوغلة إلى التطويق ومحاصرتها داخل جيوب.
وفي حروب الخنادق، والتي تعد الحرب العالمية الأولى من أشهر أمثلتها، يُطلق لفظ النتوءات على الخنادق المتقابلة للقوتين المتحاربتين والتي يتم حفرها بعد التأكد من استحالة أو فشل الهجوم من العمق، وبسبب طبيعة الخنادق الجامدة والتي لا تُتيح مجال لحرية الحركة والمناورات تصبح فرصة حصار القوات المهاجمة في جيوب شبه مستحيلة وإن تكاد تكون منعدمة، في حين تشكّل الطبيعة المرنة للنتوءات وخاصة في مسارح القتال المفتوحة التي تتيح فرصة للمناورات والتحرك خطرًا على القوات المهاجمة وتجعلها عُرضة للمعارك الاستنزافية.

## جيب
في الحروب المتنقلة، مثل تلك التي اعتمد عليها العقيدة العسكرية الألمانية خلال الحرب العالمية الثانية والمسماة البليتزكريغ أو الحرب الخاطفة (بالألمانية: Blitzkrieg)، تهدف القوات سواء كانت في وضعية دفاعية أو هجومية إلى حصر القوات المعادية في جيوب فضلا عن النتوءات، مما يعطيها الأفضلية في التعامل معها وإبادتها من خلال معارك استنزافية متلاحقة.
من جانبه يحمل تكوين الجيب أو الجيوب دلالات عديدة، أهمها أن القوات المحاصرة بداخله لم تهدف في الأساس إلى تلك الوضعية خاصة وإن كانت البادئة بالهجوم وعليه يُسمى هذا الوضع بالتطويق، على عكس القوات المتخذة مواقع دفاعية في الأساس حول نقطة حصينة معينة وتلتف حولها القوات المهاجمة من كافة الجهات ومن ثمّ يُطلق على هذه الحالة حالة حصار.

### العقيدة العسكرية السوفيتية
تُستخدم العديد من المصطلحات في العسكرية السوفيتية للتعبير عن حالات التطويق وذلك بحسب حجم القوات المُحاصرة في تلك الجيوب، وهي في غالب ثلاثة مصطلحات:
- مرجل (بالروسية: котёл - كوتيول) ويكون حجم القوات المعادية المُحاصرة في الجيب بحجم وحدة إستراتيجية كجيش مثلا.
- كيس أو صُرّة (بالروسية: мешок - ميشوك) ويكون حجم القوات المعادية المُحاصرة في الجيب بحجم وحدة عمليات كفرقة أو لواء مثلا.
- عُش (بالروسية: гнездо - غنيزدو) ويكون حجم القوات المعادية المُحاصرة في الجيب بحجم وحدة تكتيكية ككتيبة أو سرية مثلا.

وتم اعتماد تلك المصطلحات للتنبؤ مسبقا بما ستنتج عنه نتائج الحصار والتطويق؛ فالمرجل على سبيل المثال يتوقع أن تكون حدة القتال فيه شديدة لبقاء قُدرة القوات المعادية المُحاصرة على المقاومة وعليه فمن المتوقع ارتفاع نسبة الخسائر سواء من ناحية الأفراد أو المعدات لذا يجب تطويق تلك القوات قبل من الالتحام معها بصورة مباشرة، من جانبه غالبا ما تم استخدام مصطلح الصُرّة للدلالة على عمليات التطويق الناجمة عن اقتحام بشكل مفاجئ سواء بالنسبة للقوات السوفيتية أو القوات المعادية والتي دفعها سير المعركة إلى الإيقاع بالقوات المعادية تحت الحصار، وغالبا ما يصعب تحديد الحجم الحقيقي للقوات المحاصرة في هذه الصُرّة والتي تتمكن من التحرك بشكل أو بأخر بعد اللحظات الأولى للحصار وذلك تبعا للطبيعة الديناميكية للعمليات العسكرية المتنقلة وذلك على عكس مصطلح العُش والذي ينم عن حصار تكتيكي مُنظّم مدروس مسبقا وتم الإعداد له، بحيث يتم استهداف الحلقة الأضعف في صفوف القوات المعادية ومهاجمتها بعد انقطاع أو نفاذ دعمها من التشكيل الرئيسي.

## وصلات خارجية
- The Great Kitilä Motti (فيلم وثائقي عن تاريخ حرب الشتاء)